# Артур Беркут (группа)
«Арту́р Бе́ркут» — российская рок-группа жанра хеви-метал, основанная в 2011 году в Москве вокалистом Артуром Беркутом и названная соответственно по псевдониму лидера и основателя музыкального коллектива.

## История

### Предыстория
В 1995 году Артур Беркут впервые приехал из США после отъезда и привёз с собой музыкантов из группы «Siberia». Вместе с Сергеем Мавриным Беркут создал группу «TSAR», названную по именам участников — Tim, Sergey, Arthur, Rob. Группа записала единственный одноимённый альбом, причём Артур Беркут выступил автором всех композиций.
В 2001—2002 годах, после ухода из группы «Маврин», Артур Беркут предпринял попытку возродить группу «Автограф» с новыми музыкантами под названием «Автограф XXI», однако не получил поддержки основных держателей авторских прав коллектива, вследствие чего проект был переименован в группу «Беркут».
В ноябре 2002 года группа «Беркут» была расформирована в связи с переходом Артура Беркута в группу «Ария».
К тому времени был почти готов альбом «Пока смерть не разлучит нас» . Но его выход заблокировал гитарист «Арии» Владимир Холстинин, так как музыка группы «Беркут» не соответствовала стандартам «Арии». А это могло ввести в заблуждение «арийских» поклонников.
Альбом был представлен онлайн только в 2017 году.

### История группы
27 июня 2011 года было объявлено об уходе вокалиста Артура «Беркута» Михеева из группы «Ария». Такой поворот событий стал полной неожиданностью как для музыкальных СМИ, отреагировавших на новость с запозданием, так и для поклонников «Арии» и даже для самого Беркута.
В середине лета Беркут начал строить планы на будущий проект, попутно проводя репетиции с музыкантами. 12 августа 2011 года последовало официальное объявление о создании группы «Артур Беркут», собранной как супергруппа из известных рок-музыкантов, не первое десятилетие играющих хеви-метал и хард-рок: в команду вошли вокалист Артур Беркут, гитарист Алексей Страйк, бас-гитарист Игорь Моравский и барабанщик Олег Ховрин. Ранее у Артура Михеева уже был опыт участия в группе, носившей название «Беркут», но та группа создавалась им совместно с поэтом Александром Елиным как преемница «Автографа» и претендовала на лавры «Арии» (ради проекта «Беркут» Артур даже покинул группу «Маврин»); «Беркут» не состоялся, первый альбом так и не был записан — потому что Михеева пригласили вокалистом в «Арию».
31 августа 2011 в Рязани состоялся заключительный совместный концерт «Арии» и Артура Беркута.
17 сентября 2011 года вышел мини-альбом «Право дано». Этот мини-альбом стал первым пунктом в дискографии группы. А 25 сентября в Житомире состоялся первый концерт группы, посвященный презентации мини-альбома.
26 сентября 2011 года на «Радио России» в рок-программе Дмитрия Добрынина «Прицел» состоялась эфирная премьера заглавной композиции с дебютного релиза коллектива.
5 февраля 2012 года группу покинул Алексей Страйк.
5 апреля 2012 года на официальном сайте было объявлено о полной смене состава группы. Олег Ховрин и Игорь Моравский покинули группу вслед за Алексеем Страйком. Их место заняли новые музыканты — гитарист Михаил Шаев, басист Станислав Козлов и барабанщик Алексей Климов.
Группа записала «Гимн Молодёжной хоккейной лиги». Также музыканты написали саундтрек к фильму «Камень», который называется «Где-то на краю».
9 декабря группа на официальном сайте поздравила своих поклонников с наступающим Новым годом и Рождеством и представила запись новой песни, которая так и называется «Рождественская песня». 17 декабря 2012 года вышел второй мини-альбом группы — «Каждому своё». 11 сентября 2014 года вышел первый полноформатный альбом «Победителей не судят». Этот альбом создавался в течение двух с половиной лет. Сбор средств на запись альбома был успешно осуществлен на краудфандинговом проекте Planeta.ru.
8 сентября 2016 года на лейбле CD-Maximum вышел второй полноформатный альбом «Сюита темы вечной». 25 августа 2017 года в московском «ГлавClub Green Concert» был представлен макси-сингл «Быть собой». 17 апреля 2018 года выпустил песню «На футбол!», которую записал вместе с Дмитрием Губерниевым к чемпионату мира по футболу в России.
19 ноября 2019 года группа представила новый сингл "Страх". На обложке Артур Беркут предстал в образе персонажа из комиксов Джокера
В декабре 2019 года группа представила новый альбом «Твоё второе я».
В октября 2023 года группа выпустила свой новый альбом «Стритрейсер», в записи которого приняли участие бывшие музыканты коллектива — гитарист Алексей Страйк и басист Игорь Моравский.

## Дискография

### Студийные альбомы
- 2002 — «Пока смерть не разлучит нас» (представлен онлайн в 2017 году).
- 2011 — «Право дано» (EP)
- 2012 — «Каждому своё» (EP)
- 2014 — «Победителей не судят»
- 2016 — «Сюита темы вечной»
- 2017 — «Быть собой» (EP)
- 2019 — «Твоё второе я»
- 2023 — «Стритрейсер»

### Синглы
- 2012 — Гимн МХЛ
- 2012 — Где-то на краю  (песня к к/ф «Камень»)
- 2012 — Рождественская песня
- 2013 — Сон
- 2013 — Новый год
- 2014 — Олимпиада
- 2015 — Павшего замка песок
- 2015 — Метал устал
- 2015 — Стонет земля
- 2016 — Вне времени (feat. Revival)
- 2018 — Смерть за жизнь (feat. Revival)
- 2018 — На Футбол (feat. Дмитрий Губерниев)
- 2019 — Когда наступит рассвет (feat. Revival)
- 2019 — Страх

### Видеоклипы
- 2014 — «Сон»
- 2015 — «Павшего замка песок»
- 2015 — «Метал устал»

## Состав группы

### Текущий состав
- Артур Беркут — вокал, клавишные, акустическая гитара, 12-и струнная гитара (2011—наши дни)
- Александр Стрельников — гитара (2017—наши дни)
- Станислав Козлов — бас-гитара (2012—наши дни)
- Марк Бейгун — звукорежиссёр, бубен (2011—наши дни), ударные (2014—наши дни)

### Бывшие участники
- Алексей Страйк — гитара, вокал (2011—2012, 2023)
- Игорь Моравский — бас-гитара, вокал (2011—2012, 2023)
- Олег Ховрин — ударные (2011—2012)
- Алексей Климов — ударные (2012—2014)
- Михаил Шаев — гитара (2012—2015)
- Игорь Королёв — гитара (2015—2017)

### Технический персонал
- Анатолий Жуков — тексты песен
- Оксана Михеева — директор группы, вокал, бэк-вокал
- Артур Михеев Мл. — администратор сайта, фотограф
- Кирилл Евсеев — дизайнер
- Анатолий Конкин — техник

## Другие проекты участников
- Артур Беркут принимал участие во многих группах, в том числе «Ария», «Автограф», «Мастер» и других.
- Алексей Страйк играет в группах SGS, Santum и «Страйкъ». Принимал участие в группах «Пилигрим» и «Мастер». Также выпустил несколько сольных работ.
- Игорь Моравский играл в группе «Пилигрим». Ранее принимал участие в записях сольных работ Алексея Страйка «Время полной луны», «Рождённый под знаком огня», а также в других группах.
- Олег Ховрин являлся барабанщиком групп «Земляне» и «Галактика». Ранее принимал участие в группе «Мастер» и других.
- Станислав Козлов является бас-гитаристом группы Materia Prima.
- Михаил Шаев играет в группе «Santum», являлся гитаристом группы «PROCENT». С осени 2014 года выступает вместе с группой «Арда».
- Алексей Климов выступал с группой «КрайСна».